# Lexus LF-LC
Lexus LF-LC – samochód koncepcyjny należącej do koncernu Toyota marki Lexus, zaprezentowany po raz pierwszy w styczniu 2012 r. na wystawie motoryzacyjnej w Detroit.
Samochód o dwudrzwiowym nadwoziu typu coupé zaprojektowało należące do Toyoty kalifornijskie studio Calty Design Research Inc. Jako napęd przewidziano spalinowo-elektryczną jednostkę hybrydową nowej generacji.
Lexus LF-LC został uhonorowany nagrodą EyesOn Design 2012 dla najlepszego samochodu koncepcyjnego.
W oparciu o koncepcyjnego Lexusa LF-LC powstał przedstawiony cztery lata później seryjny Lexus LC.